# Free Soil Party

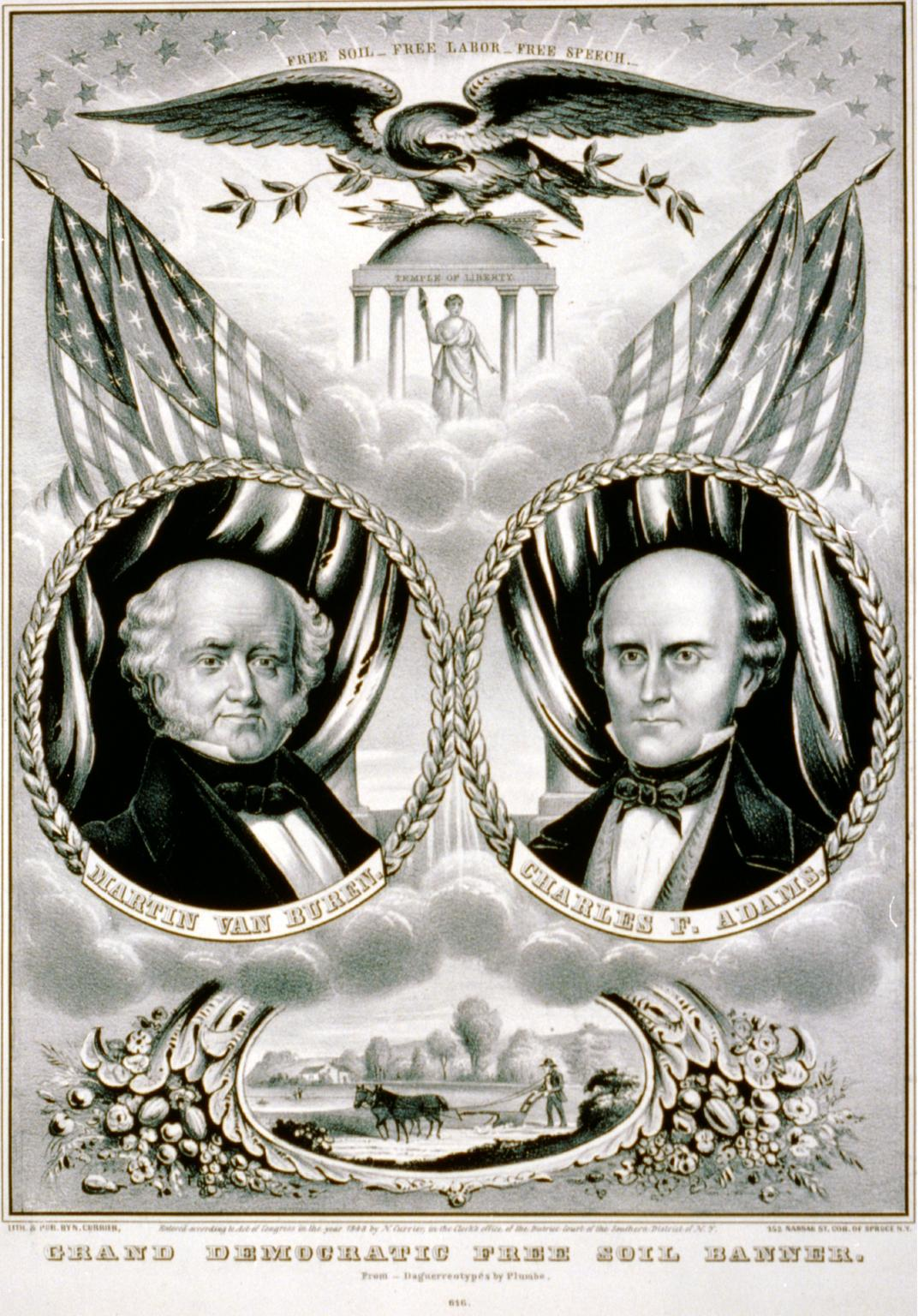
Valaffisch från presidentvalet 1848.

Free Soil Party var politiskt parti i USA före det amerikanska inbördeskriget. Partiet deltog i presidentvalet i USA 1848 och 1852. Presidentkandidaten Martin Van Buren och vicepresidentkandidaten Charles Francis Adams fick 1848 10,3 % av rösterna. Presidentkandidaten John P. Hale och vicepresidentkandidaten George Washington Julian fick 1852 4,9 % av rösterna. Partiet uppgick i det republikanska partiet när det bildades 1854.
Partiet var en allians mellan slaverimotståndare i Whigpartiet och det Demokratiska partiet med det radikala Liberty Party. Initiativtagare till partibildningen var Salmon P. Chase från Ohio och Charles Sumner från Massachusetts. Det bildades vid ett konvent i Buffalo i New York 1848 med 15 000 deltagare. Partiet hade sin främsta styrka i New York och Ohio. Partiets huvudfråga var att förhindra slaveriets utbredning i de territorier som förvärvats efter det Mexikansk-amerikanska kriget. Man ansåg att fria män på fri jord var ett system som var moraliskt och ekonomiskt överlägset slaveriet. Dess motto var: Free Soil, Free Speech, Free Labor and Free Men. Partiet arbetade också lokalt i Ohio för att avskaffa lagar som diskriminerade mot afroamerikaner.